# فرودگاه شمراک
فرودگاه شمراک (به انگلیسی: Shamrock Airport) یک فرودگاه همگانی است که یک باند فرود چمن دارد و طول باند آن ۸۶۰ متر است. این فرودگاه در کشور ایالات متحده آمریکا قرار دارد و در ارتفاع ۳۰۳ متری از سطح دریا واقع شده است.